# Eurypygiformes
Ordre
Les Eurypygiformes sont un ordre d'oiseaux créé en 2008 par Hackett et al..

## Liste des familles
Selon la classification du Congrès ornithologique international (version 5.1, 2015) :
- famille Rhynochetidae
  - genre Rhynochetos
    - Rhynochetos jubatus – Kagou huppé
- famille Eurypygidae
  - genre Eurypyga
    - Eurypyga helias – Caurale soleil

## Publication originale
- (en) Shannon J Hackett, Rebecca T Kimball, Sushma Reddy, Rauri C K Bowie, Edward L Braun, Michael J Braun, Jena L Chojnowski, W Andrew Cox, Kin-Lan Han, John Harshman, Christopher J Huddleston, Ben D Marks, Kathleen J Miglia, William S Moore, Frederick H Sheldon, David W Steadman, Christopher C Witt et Tamaki Yuri, « A phylogenomic study of birds reveals their evolutionary history », Science, Amérique septentrionale, AAAS, vol. 320, no 5884,‎ 27 juin 2008, p. 1763-8 (ISSN 0036-8075 et 1095-9203, OCLC 1644869, PMID 18583609, DOI 10.1126/SCIENCE.1157704).